# Чеслав Згожелски
Чѐслав Згожѐлски (на полски: Czesław Zgorzelski) е полски литературен историк и теоретик, професор, преподавател във Вилненския, Торунския и Люблинския католически университет, член на Полската академия на науките и Полската академия на знанията, войник от Армия Крайова, носител на Кавалерски кръст на ордена на Възраждане на Полша

## Трудове
- O pierwszych balladach Mickiewicza (1948)
- Romantyzm w Polsce (1957)
- Drogi rozwoju sztuki lirycznej Juliusza Słowackiego (1959)
- O lirykach Mickiewicza i Słowackiego: eseje i studia (1961)
- Ballada polska (1962)
- O sztuce poetyckiej Mickiewicza: próby zbliżeń i uogólnień (1976)
- Od Oświecenia ku Romantyzmowi i współczesności (1977)
- W Tobie jest światłość (1986)
- Przywołane z pamięci (1996)